# فارك (موقع)
فارْك، موقع مجتمع افتراضي أنشأه دْرو كيرتِس، يوفّر لمستخدميه خاصّية التعليق على وجبة مقالاتٍ إخباريّة يوميّة مأخوذة من مواقع مختلفة. يتلقّى الموقع يومياً إسهامات للنشر، يبلغ عدد ما يُنشر منها المئات تقريباً، تظهر على الموقع للعلن، وتنتشر على الصفحة الرئيسية والصفحات الفرعية (تسلية، رياضة، هوس التيكنولوجيا، سياسة واقتصاد).
وفقاً لكيرتس، فالمقالات تُختار بدون تحيّز سياسي مقصود، ويحاول استعراض مقالات تتراوح انتماءاتُها من أقصى اليسار إلى أقصى اليمين.
يقدّم مشتركو الموقع (الذين يُسمّون، فاركرز) روابطَ للمشاركة، وهذه تحتاج إلى موافقة مدراء النشر (الأدمين)، الذين يمنحون المقال «الضوء الأخضر» للنشر على الصفحة الرئيسية أو إحدى الصفحات الثانوية. ما عدا الروابط المتعلقة بداعمي الموقع، فلجميع الروابط، بغض النظر عمّا إذا سُمح بنشرها أم لا، لها سلسلة مناقشة، حيث بإمكان المشتركين التعليق عليها.
يمكن للروابط التي أُعطيت الضوء الأخضر أن تحصل على أكثر من 300.000 مشاهدة في الشهر. ينتج عن هذا حركة مرور ويب هائلة في وقت وجيز، ما يُسفر عن تعطيل بعض المواقع الصغيرة بسبب الازدحام المروري الافتراضي أو فشل المخدّم.

## النشأة
أنشأ درو كيرتس، من ليكسنجتون، كنتاكي، موقعَ فارك. أفاد كيرتس أنّ كلمة «فارك» جاءت إمّا من توريةٍ استُخدمت في غرف الدردشة لكلمة فاك، أو من خطأ كتابي ارتُكب أثناء الطباعة تحت تأثير الكحول، مع أنه يقول للناس أنّ «القصة الأولى هي الأفضل». أسرع كيرتس بتسجيل الموقع Fark.com في سبتمبر 1997، لأن أحد أصدقائه حذّره من نفاد أسماء المواقع ذات الحروف الأربع. في البداية، لم يكن ثمة محتوى على الموقع سوى صورة لسنجاب ذي خصيتَين كبيرتين. الصورة غير موجودة الآن، ولكنها تظهر في الصفحات المُزالة أو الناجمة عن خطأ المخدّم مع رسالة الخطأ 404.
في العام 1999، وبعد 18 شهراً من تسجيل اسم الموقع، أُطلق فارك كوسيلةٍ مسلّية لمشاركة منشورات الأخبار مع الأصدقاء، بدلاً من إرسال المحتوى عبر عدة رسائل بالبريد الإليكتروني.
ظهر التصميم الجديد للموقع في 25 أبريل 2007، مع التعليق «هذه هي الواجهة الجديدة لموقع فارك. نأمل ألا يتعطّل شيء، فقد خرجنا جميعاً لتناول المشروب». استُقبل التصميم الجديد ببعض البرود من ناحية شريحة من المستخدمين، بسبب التغيير في تخطيط الموقع وبسبب موقف المدراء اللا-مبالي فيما بدا من ناحية التأثير على المستخدمين أو آرائهم. جواباً على ذلك، ذكر كيرتس الأسباب التالية للتصميم الجديد: «يجب على المواقع أن تتطور مع مرور الوقت، وإلّا سينتهي بها الأمر إلى هيكلٍ مهجور».
في مايو 2007، نشر كيرتس كتابه «ليست أخباراً، بل فارك: كيف تحاول وسائل الإعلام تقديم الهراء كأخبار». تقصّى الكتاب صناعة وسائل الإعلام والأخبار الملحّة رغم غياب أخبارٍ تستحقّ النشر فعلاً. بيعت 25.000 نسخة من الكتاب في الأسابيع الاثنا عشر الأولى من نشره. ورغم هذا الاستقبال الأوّلي القوي، تلقّى الكتاب اهتماماً عادياً من النقاد.
في 24 نوفمبر 2009، انعقدت شراكة بين فارك وجريدة يو إس إيه توديه، التي أصبحت المقدّم الحصري والراعي الرسمي لصفحة «جيك» في موقع فارك، وهي صفحة تستعرض العديد من الروابط ذات الصلة بالتيكنولوجيا.
طوّر فارك واجهة الموقع مرة أخرى في 1 يونيو 2011، مع تعليق: «إعادة تصميم موقع فارك ستطبّق في الساعة 5 مساءً بتوقيت الساحل الشرقي للولايات المتحدة الأمريكية. هذا تنبيه إلى الذين فاتتهم سلسلة روابط التنبيه الأخرى ويحتاجون لبعض الوقت ليُصابوا بالجنون».
لتجاوز الخلاف الذي سببّته تجربته السابقة في إعادة تصميم الموقع في 2007، قدّم كيرتس هذه المرة تصميماً تمهيدياً لمدة أسبوع قبل الأول من يونيو، ليمنح المستخدمين الفرصة للتعليق على التغييرات وإبداء آرائهم في مواطن الخلل. تغيّر شعار الموقع من «ليست أخباراً هذه، بل فارك» إلى «نحن لا نصنع الأخبار، بل نسخر منها».
أُطلق تطبيق آيفون للموقع في 11 يونيو 2012، لأجهزة الآيفون، آيباد، آيبود تاتش. يمكّن التطبيق المستخدمين من تلقّي الإشعارات بخصوص المنشورات التي تظهر على فارك، مصنفةً حسب الموضوع أو الكلمة المفتاحية، كما يسمح للمستخدمين التعليق على المنشورات. بالإضافة إلى ذلك، توجد خاصية «غفوة»، يختارها المستخدمون لتحديد الوقت الذي لا يرغبون فيه بتلقي الإشعارات (مثلاً، خلال النوم أو العمل). ثمة خطة لإطلاق تطبيق آندرويد للموقع.

## الإدارة
مقارنةً بغيره من المواقع، يُعتبر موقع فارك صغيراً نسبياً، يديره مؤسسه درو كيرتس من بيته قُرب ليكسينجتون، كنتاكي. يحصل الموقع على إيراداته من الإعلانات والعضوية المدفوعة في برنامج توتال فارك. وفقاً لتقديرات كيرتس في 2006، فموقعه يجني سنوياً أقل من $600.000. يتقاضى كيرتس سنوياً راتباً يقدّر بـ60.000 دولار. وباقي الإيرادات تذهب إلى خزينة الحرب، كما يسمّيها كيرتيس، والمخصصة لدفع النفقات الأخرى، كاستضافة الموقع، وتصميمه، وإدارة المنتديات.

## خصائص الموقع

### الوسوم Tags
يمكن للناشرين إضافة العديد من الوسوم لمنشوراتهم. يُستخدم الوسم newsflash للمحتوى المعدّل لأسباب ساخرة أو فنية، كما يُستخدم للأخبار العاجلة، وكرسالة لإعلام المدراء أن شخصاً ما نشرَ منشوراً متعلقاً بالأخبار.

### توتال فارك
في فبراير 2002، قدّم كيرتس توتال فارك كخدمة اشتراك، برسم $5 شهرياً. مع حلول مايو 2007، كان هناك 2000 مشترك، بإيرادات $120.000 سنوياً. يستطيع المشتركون بهذه الخدمة التعليق على جميع المنشورات التي تُقدّم للموقع، وليس فقط تلك التي يوافق المدراء على نشرها. كما يحصلون على بريد إلكتروني يحمل العنوان @ultrafark.com.

### منافسات تصميم الفوتوشوب
يقدّم هذا القسم من الموقع منافسات تصميم يستخدم فيها المشتركون برامج التصميم (مثل فوتوشوب) للتعديل على صورة يضعها مدير المنافسة. يتمّ تعديل الصورة للتسلية، أو لخلق صورة ذات تصميم جماليّ تدلّ على موهبة المشترك. ثم يصوّت المشتركون في المنتدى على أفضل صورة.

### حفلات فارك
من حينٍ لآخر، تُنظّم حفلات لمشتركي فارك، الذين يكونون في مكانٍ يتصادف زيارة كيرتس له.

## حركة مرور الويب والمستخدمون
وفقاً لتقديرات ما قبل يونيو 2009، فإنّ الموقع يتلقى 3 إلى 4 ملايين زائر مختلف شهرياً، وحصل على 60 مليون مشاهدة للصفحات و75 مليون مشاهدة للروابط الخارجية. تضع هذه الإحصائيات الموقع ضمن الـ 100 موقع الأولى في اللغة الإنجليزية. تصنيف آليكسا لموقع فارك هو في المرتبة 2310 على العالم، حيث يقضي الزائر وسطياً 5.8 دقائق يومياً على الموقع. يتلقّى الموقع يومياً 2000 إسهاماً للنشر من المستخدمين، يُعطى الضوء الأخضر منها 50 تقريباً، أي يُسمح لها أن تظهر على الصفحة الرئيسية للموقع. يوجد 500.000 حساب اشتراك على الموقع، رغم أن نسبة الذين يقرأون التعليقات هي 5%، ونسبة الذين ينشرون في المنتديات هي 1%.

## الترويج الإعلامي
مع ازدياد شعبية الموقع، ظهر فارك عدة مرات على أكثر من وسيلة إعلام شهيرة. في العام 2006، ظهر كيرتس وموقعه على غلاف مجلة بزنس 2.0. كجزء من تقرير صحفي عن مواقع الإنترنت الناجحة. في 2007 و2009، أشارت لعبة جيوباردي إلى موقع فارك ضمن تصنيف (عناوين أخبار موقع فارك). كما تستخدم العديد من محطات الإذاعة وبرامج الكوميديا تستخدم الموقع كمصدر للأخبار الطريفة. ولكن ما يثير استياء كيرتيس أنّ جميع هؤلاء نادراً ما يذكرون الموقع كمصدر لأخبارهم.